# Limoges (Adelsgeschlecht)
Limoges ist eine Familie des französischen Adels.

## Geschichte
Seit dem 9. Jahrhundert beherrschte sie die Vizegrafschaft Limoges. Dieser Besitz ging im 12. Jahrhundert durch das Aussterben der Hauptlinie verloren. Nebenlinien des Hauses Limoges sind die Vizegrafen von Brosse, zu denen auch Jean I. de Brosse gehört, Marschall von Frankreich, und dessen Nachkommen, die die Grafschaft Penthièvre erbten. Der letzte Angehörige der Linie Brosse, Jean IV. de Brosse, starb 1564 als Herzog von Étampes, Herzog von Chevreuse und Witwer der königlichen Mätresse Anne de Pisseleu. Wesentlich wichtiger als diese beiden Linien ist die Linie Rochechouart, die sich bereits Anfang des 11. Jahrhunderts abspaltete.
Die Herkunft des Hauses Limoges ist nicht geklärt, eine Abstammung vom Haus Toulouse wird vermutet. Dabei wird als Vater des Vizegrafen Hildebert Fulgaud/Foucher gesehen, der älteste Sohn von Raimund I. von Toulouse – tatsächlich war Raimunds Bruder Fredelon nicht nur Graf von Toulouse, sondern auch von Limoges.

## Stammliste
1. Hildebert/Aldebert/Andebert, 884/914 Vicomte de Limoges; ⚭ I Tetberga, 884 bezeugt; ⚭ II Adaltrude, 914 bezeugt
  1.  ? Foucher, (942 Fulco vicecomes), 947 Vicomte de Ségur, um 950 bezeugt
    1.  ? Adémar, Vicomte de Ségur 950/977; ⚭ Milisendis, † 11. Juli wohl 1001
      1. Emma, Erbin der Vicomté de Ségur 997/1003, † kurz nach 1025; ⚭ Gui I., † 1025, Vicomte de Limoges (siehe unten)

  2. Hildegaire (Eldegerius), † nach 937, 914 Vicomte de Limoges; ⚭ Tetrisca
    1. Géraud (Geraldus), 963/88 Vicomte de Limoges; ⚭ Rothilde, Tochter von Adémar Vicomte de Brosse
      1. Gui I., † 1025, 970/86 Vicomte de Limoges; ⚭ Emma, Vicomtesse de Ségur, Tochter von Adémar, Vicomte de Ségur (siehe oben)
        1. Adémar I., 989/1036 bezeugt, Vicomte de Limoges et de Ségur; ⚭ Senegundis (d’Aunay, Tochter von Vicomte Cadelon VI.)
          1. Gui II., 1036–1052 Vicomte de Limoges; ⚭ Aduis, genannt Blanche
          2. Adémar II., 1030/90 bezeugt, 1030 Vicomte de Limoges; ⚭ I Humberge, Tochter von Geoffroy I., Comte d’Angoulême, (Haus Taillefer); ⚭ II Umberge, Schwester von Arbert de la Valette
            1. (I) Hélie, um 1060/73 bezeugt
            2. (I) Pierre, 1068/73 bezeugt
            3. (I) Adémar III. le Barbu, 1068/1139 bezeugt, 1090 Vicomte de Limoges; ⚭ I NN; ⚭ II Marie des Cars
              1. (I) Gui III., † 1124, Vicomte
              2. (II) Hélie, † nach 1124
              3. (II) Humberge, genannt Brunissende; ⚭ Archambaud IV. le Barbu, Vicomte de Comborn, (Haus Comborn)
              4. (II) Emma; ⚭ I Bardon de Cognac; ⚭ II 1136 Guillaume X., Herzog von Aquitanien, † 1137, (Ramnulfiden); ⚭ III Guillaume VI. Taillefer, Comte d’Angoulême, † 1179, (Haus Taillefer)

            4. Marie; ⚭ Ebles I., Vicomte de Ventadour 1020/99, (Haus Comborn)

          3. Geoffroi Boucourt, 1036 Vicomte, † vor etwa 1067
          4. Bertrand, 1036/60 bezeugt
          5. Bernard I. de Brosse – Nachkommen: das Haus Brosse

        2. Géraud, 1019 Bischof von Limoges
        3. Pierre; ⚭ Sulpicie
        4. Adalbaldus, Abt von Uzerche

      2. Hildegaire, † 988/90, 976–980 Bischof von Limoges
      3. Hilduin, † 1014, 990 Bischof von Limoges
      4. Aimeri I. Osto francus, Vicomte de Rochechouart – Nachkommen: das Haus Rochechouart
      5. Géraud, Seigneur d’Argenton vor 990/1019
      6. Geoffroi, † 998, Abt von Saint-Martial de Limoges
      7. Hugues, Mönch
      8. Tochter (Aisceline); ⚭ I Aldebert I., Comte de La Marche, X 997

  3. Adaltrude; ⚭ Ebles de Thouars